# Bệnh dại ở động vật

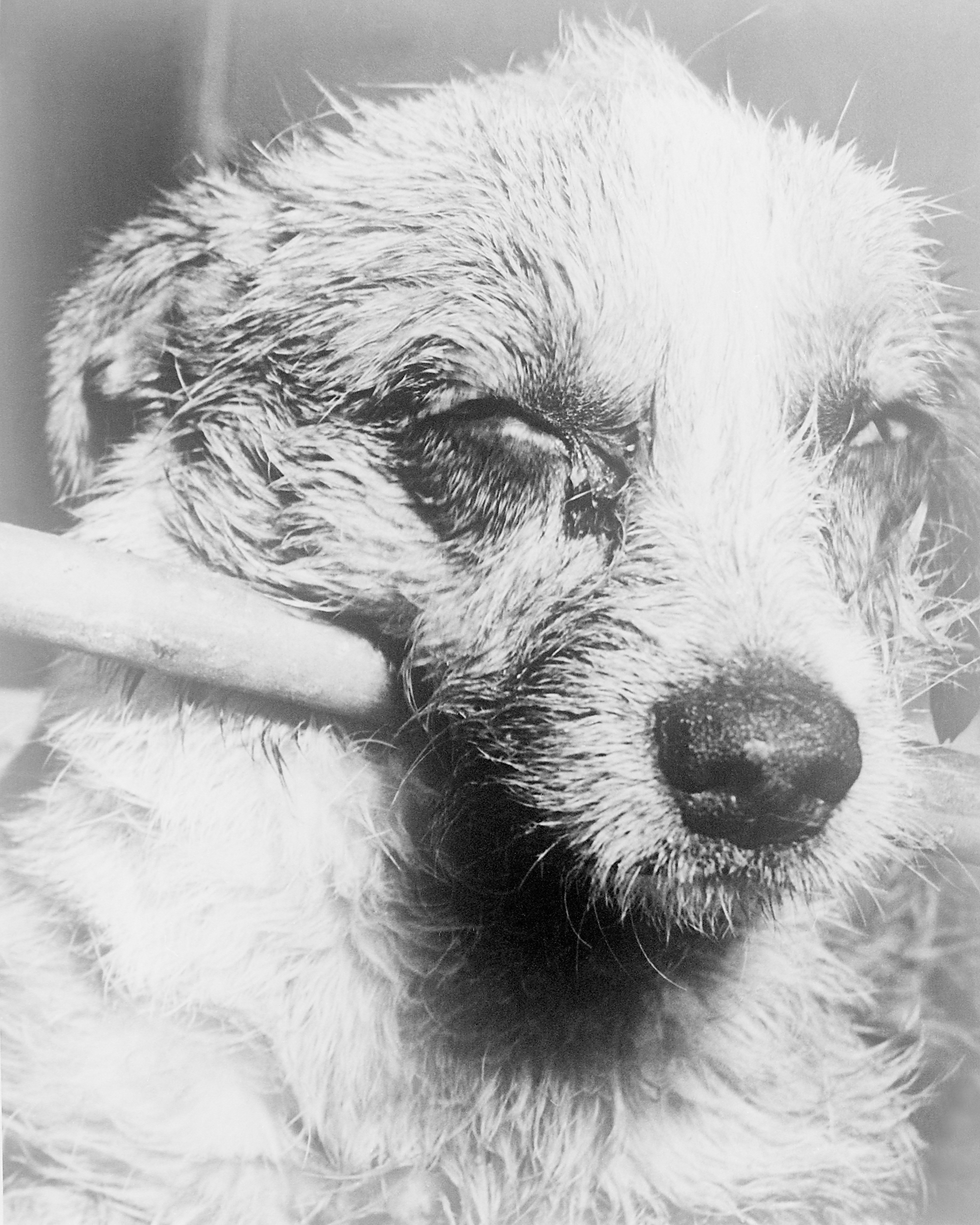
Một con chó bị mắc bệnh dại

Bệnh dại ở động vật là bệnh thần kinh do vi rút zoonotic gây ra, gây viêm trong não và thường gây tử vong. Bệnh dại, do siêu vi khuẩn bệnh dại gây ra, chủ yếu lây nhiễm cho động vật có vú. Trong phòng thí nghiệm người ta phát hiện thấy chim có thể bị nhiễm bệnh, cũng như trong các tế bào nuôi cấy từ chim, bò sát và côn trùng. Động vật bị bệnh dại bị suy giảm não bộ và có xu hướng cư xử kỳ lạ và thường tỏ ra hung dữ, khiến nguy cơ lây lan bệnh cho các con vật khác cũng như con người tăng lên. Hầu hết các trường hợp người mắc dại lây từ động vật bị nhiễm bệnh lở các quốc gia đang phát triển. Năm 2010, ước tính có 26.000 người chết vì bệnh dại, giảm từ 54.000 người vào năm 1990.

## Bệnh dại ở động vật

### Bệnh dại ở mèo
Bệnh dại phổ biến ở mèo. Tại Hoa Kỳ, từ 200 đến 300 trường hợp mèo bị nhiễm bệnh được báo cáo hàng năm. Những con mèo chưa được chủng ngừa và được phép ra ngoài trời có nhiều nguy cơ bị nhiễm bệnh dại nhất vì chúng có thể tiếp xúc với những con vật dại. Vi-rút thường được truyền qua trong khi chúng đánh nhau, không những chỉ mèo với mèo, mà còn là mèo với động vật khác và bệnh được truyền qua vết cắn, nước bọt hoặc qua màng nhầy và vết thương mới. Vi-rút có thể ủ từ một ngày đến hơn một năm trước khi bất kỳ triệu chứng nào bắt đầu xuất hiện. Các triệu chứng có khởi phát nhanh và có thể bao gồm sự hung hăng bất thường, bồn chồn, thờ ơ, chán ăn, suy nhược, mất phương hướng, liệt và co giật. Để ngăn ngừa bệnh dại ở mèo thường đi ra ngoài, điều quan trọng là phải tiêm vắc-xin phòng bệnh dại cho mèo, và thủ thuật tiêm phải được thực hiện bởi bác sĩ thú y đáng tin cậy, với vắc-xin dại đã được cấp phép.